# Lethades lapponicus
Lethades lapponicus là một loài tò vò trong họ Ichneumonidae.